# ギド・フルスト
ギド・フルスト（Guido Fulst、1970年6月7日 - ）は、ドイツ、ヴェルニゲローデ出身の自転車競技（トラックレース）選手。

## 来歴
1987年
- ジュニア世界選手権自転車競技大会
  - 団体追抜 3位

1988年
- ジュニア世界選手権自転車競技大会
  - 団体追抜 3位

1989年
- トラックレース世界選手権
  -  アマ・団体追抜 優勝（+ トマス・リーゼ、カルステン・ヴォルフ、シュテファン・ブロホヴィッツ）

1992年
- バルセロナオリンピック
  -  団体追抜 優勝（+ シュテファン・シュタインヴェック、アンドレアス・ヴァルツァー、ミヒャエル・グレックナー、イェンス・レーマン）

1993年
- トラックレース世界選手権
  - 団体追抜 2位

1994年
- トラックレース世界選手権
  -  団体追抜 優勝（+ アンドレアス・バッハ、イェンス・レーマン、ダニーロ・ホンド）

1996年
- ベルリナー・エタッペンファールト 総合優勝
- ツール・デュ・ファソ 総合優勝
- トラックレース世界選手権
  - 団体追抜 3位

1998年
- トラックレース世界選手権
  - 団体追抜 2位
- UCIトラックワールドカップ1998
  - ベルリン - 団体追抜 優勝

1999年
- トラックレース世界選手権
  -  団体追抜 優勝（+ ロベルト・バルトコ、イェンス・レーマン、ダニエル・ベッケ）

2000年
- トラックレース世界選手権
  -  団体追抜 優勝（+ ゼバスティアン・ジードラー、イェンス・レーマン、ダニエル・ベッケ）
- シドニーオリンピック
  -  団体追抜 優勝（+ ロベルト・バルトコ、イェンス・レーマン、ダニエル・ベッケ）
  - マディソン 6位
- ドイツ選手権 団体追抜 優勝

2001年
- トラックレース世界選手権
  - 団体追抜 3位

2002年
- トラックレース世界選手権
  - 団体追抜 2位
- ドイツ選手権 個人追抜 優勝

2003年
- UCIトラックワールドカップ2003
  - モスクワ - マディソン 優勝
  - シドニー - マディソン 優勝
- ドイツ選手権 マディソン 優勝

2004年
- ドイツ選手権 ポイントレース 優勝
- ベルリン6日間レース 優勝（+ ロベルト・バルトコ）
- アテネオリンピック
  -  ポイントレース 3位
  - マディソン 4位

2005年
- ドイツ選手権 
  - 団体追抜 優勝
  - マディソン 優勝
- UCIトラックワールドカップ2005-2006
  - マンチェスター - ポイントレース & マディソン 優勝

2006年
- シュトゥットガルト6日間レース 優勝（+ ロベルト・バルトコ、ライフ・ランパーター）
- ドイツ選手権 団体追抜 優勝

2007年
- ベルリン6日間レース 優勝（+ ライフ・ランパーター）
- ドイツ選手権 デルニーレース 優勝